# Cheumatopsyche incomptaria
Cheumatopsyche incomptaria är en nattsländeart som beskrevs av Wolfram Mey 1998. Cheumatopsyche incomptaria ingår i släktet Cheumatopsyche och familjen ryssjenattsländor. Inga underarter finns listade i Catalogue of Life.